# Gmina Jezero
Gmina Jezero (serb. Општина Језеро / Opština Jezero) – gmina w Bośni i Hercegowinie, w Republice Serbskiej. W 2013 roku liczyła 1039 mieszkańców.